# Mbandaka flygplats
Mbandaka flygplats (franska: Aéroport de Mbandaka) är en statlig flygplats i staden Mbandaka i Kongo-Kinshasa. Den ligger i provinsen Équateur, i den västra delen av landet, 600 km nordost om huvudstaden Kinshasa. Mbandaka flygplats ligger 317 meter över havet. IATA-koden är MDK och ICAO-koden FZEA. Mbandaka flygplats hade 2 199 starter och landningar (varav 2 134 inrikes) med totalt 32 300 passagerare (varav 32 048 inrikes), 956 ton inkommande frakt (all inrikes) och 809 ton utgående frakt (all inrikes) 2015.